# 진국
진국(辰國), 약칭 진(辰)은 삼한이라는 각 부족 연맹체가 존재하기 이전에 한반도 남부에 존재하였던 부족 연맹체를 이르는 말이다. 기원전 3세기에서 기원전 2세기 무렵 청동기 및 초기 철기문화를 바탕으로 한반도 중남부, 특히 충청남도와 전라북도 지역을 중심으로 존재한 것으로 여겨진다.

## 개요
진국은 기원전 221년 다수의 유이민(流移民)과 철기가 한강 이남으로 전파되면서 남한의 원시 사회가 붕괴되고 새로운 정치적 사회가 성립되었는데, 이를 진(辰)이라 한다. 위만조선이 대동강 유역에 웅거할 때 진국은 금속 문화의 수용을 위하여 한나라(漢)와 통교하고자 하였으나 실패하였다. 고조선과 공존하였고 이후 진한(辰韓), 변한, 마한의 삼한으로 정립되었다. 제정일치 사회로서 세형 동검(細形銅劍) 문화를 바탕으로 성립한 농경사회로 추정된다. 다만, 기록이 매우 적어서 이것이 특정한 한 국가를 가리키는지 혹은 인접한 여러 소국이나 정치 집단을 통틀어 말하는지는 뚜렷하지 않다. 실제로 미시나 쇼에이는 진국을 어떤 하나의 뚜렷한 실체가 있는 국가가 아닌 관념의 영역으로 보았다. 이후 이병도는 부족연맹체로 보기도 하였다.
「삼국사기(三國史記)」와「동경지(東京誌)」에 의하면,신라 6부족 중 알평(謁平),지백호(智伯虎)는 기원전 117년(한무제 원수 6) 경주의 각각 표암봉(瓢嵓峰),화산(慶州花山)에 강림(降臨)하여 라고 기록되어 있는데, 즉 진한 6부가 이미 기원전 117년경에 중원에 변란이 생겨 고조선의 유지가 힘들 것을 예감하여 남하를 한 대표적 기록들이 있다. 기원전 108년 한나라의 군현이 설치된 이후에도 진번군이 폐지되는 등의 변동에 따라 적지 않은 유이민들이 발생하였다. 한 단계 앞선 금속기 문화를 지닌 고조선계 주민들이 이주하여, 한반도 중·남부지역의 한족사회에 변화가 일어나게 되었다.대전-익산, 대구-경주, 김해-마산 등지에서 집중적으로 발굴되는 새로운 금속기 문화의 유적과 유물은 그 같은 사실을 말해준다. 그 결과 이들 지역을 중심으로 마한(馬韓)·변한(弁韓)·진한(辰韓)의 삼한(三韓)이 형성되었다. 그러나 삼한 역시 그 각각이 집권력을 지닌 국가를 이룬 것은 아니었다. 그 내에 비슷한 문화를 영위하던 여러 소국과 부족을 포함하는 종족 단위로서의 성격을 띠었다. 이 삼한사회에서 백제와 신라 등이 고대 국가로 등장하게 된다.

## 역사
기원전 221년, 진시황제에 의해 중국에 변란이 생기자 연나라, 제나라, 조나라 등의 중국의 수많은 백성들이 조선으로 피난을 가서 그곳에서 정착한다. 이후 기원전 194년에 고조선의 준왕(準王)이 연나라의 위만에 의해 찬탈되어 위만조선이 세워진다. 이 때 준왕은 바다를 건너 한의 땅(韓地)에 정착해 한왕(韓王)을 자칭한다. 여기서 서술된 한의 땅에 대해서 이승휴와 권람은 각각 《제왕운기》와 《응제시주》에서 익산으로 비정한다. 이는 점토대토기가 금강과 만경강을 중심으로 발견되는 등 고조선 유민의 이동이 고고학적으로 관찰됨으로써 뒷받침된다. 준왕 세력에 잠시 패한 마한의 목지국 진왕(辰王)은 전열을 재정비하여 준왕의 세력을 몰아내거나 곧 절멸시키고, 이 땅을 다시 차지했다.
진국은 이후 《한서》에서 처음으로 명시된다. 위만의 손자였던 우거왕이 한나라 유민을 받아들여 점차 강성해지자, 한나라 황제에게 입현하지도 않고 진번과 진국이 글로 알현하지도 못하도록 막았다는 서술이다. 이후 《삼국지》에 인용된 《위략》은 기원전 109년에 한무제는 섭하(涉何)를 보내 우거를 달래려 하였으나 우거는 받아들이지 않았고, 우거를 달래는데 실패한 조선상(朝鮮相) 역계경(歷/曆谿卿)은 이천여호와 함께 동쪽의 진국(辰國)으로 망명하고, 우거왕 조선과 교류하지 않았다는 서술에서 두 번째로 등장한다.
이후 사료에서는 더 이상 진국에 대한 서술이 등장하지 않고 삼한만 등장하는데다, 성토분구묘가 기존의 분묘형식을 대체하는 등 고고학적 지표의 변화도 발생하였기 때문에 고조선의 멸망 이후 진국도 삼한으로 대체되었다고 간주한다. 삼한이 진국을 승계했다는 서술은 《후한서》와 《삼국지》에서 등장한다. 《후한서》에서는 진한, 변한, 마한의 전신으로 취급되는데, 이보다 200여년 이전에 서술된 삼국지에서는 진한의 전신으로 서술한다.

### 기록상의 논란
사마천의 《사기》 역시 진국을 언급하는데, 판본마다 그 언급되는 내용이 달라 지금까지 논란이 되고 있다. 현대 통용되는 남송시대에 집성된 《사기》 남송본과 《사기》 고본을 참조하여 983년에 쓰여진 《태평어람》에서는 "眞番旁衆國"라 하는 것과는 달리, 북송시대인 994~997년에 교감되어 집성된 《사기》 북송본에서는 "眞番傍辰國"라고 서술하고 있는 것이다. 이에 따라 "衆國"설과 "辰國"설이 나뉘게 된다. 그러나 현재에는 "辰國"이 원본이라는 주장이 우세한 편이다. 이는 기원후 1세기에 저술된 《한서》가 "眞番辰國"라 적고 있기 때문인데, 《한서》를 인용한 《삼국유사》에서도 이와 같이 적고 있다. 《위략》 및 이를 참조한 《삼국지》 동이전도 "辰國"으로 적고 있다.

### 강역
진국의 영향권에 대해 다양한 가설이 있다. 1950년대 이전에는 삼한 모두가 진국의 후예라는 《후한서》의 진술을 토대로 한반도 남부 전체를 지배했을 것이라는 정인보, 이병도 등의 소위 삼한총왕설이 있었다. 그러나 서기 2~3세기의 목지국 진왕도 소국들을 직접 지배하지 못하고 맹주에 그친 것을 고려할 때 기원전 2세기에 한반도 남부를 전체 지배할 정도의 통치력이 수립될 수 없었다는 천관우의 비판이 등장하며, 진국의 위치에 대해 다양한 이론이 등장하게 된다.
진국의 위치에 대해 한강 유역, 경상도 유역, 금강과 만경강 유역 이렇게 세 가설이 공존한다. 역사학자 노중국은 북송본 《사기》 남송본의 "眞番傍辰國"을 근거로 진번군이 황해도에 있었으므로 진국은 한강 유역에 위치했을 것이라고 주장한다. 천관우는 진한이 진국을 계승했다는 《삼국지》의 서술을 근거로 진한이 존재했던 경상도에 진국이 존재했을 것으로 추정했었는데, 이후 다시 한강유역설을 주장한다. 박순발도 천관우와 비슷하게 낙동강 유역에 진국이 존재했을 것이라 추정했다. 그러나 이후 고고학적 발굴 결과 초기 철기문화와 전한에서 제작된 전한경이 익산 평장리, 공주 공산성 등에서 출토됨에 따라 금강과 만경강 유역설이 힘을 얻고 있다.

## 언어
고조선과 비슷한 한국어족에 해당하는 언어가 쓰였을 것으로 통상적으로 추측된다.
신흥 가설로는 알렉산더 보빈의 반도 일본어설에 따른 가설이 있다. 보빈은 한반도 남부와 제주도에서 널리 사용되던 언어는 일본어족이었는데, 이후 삼한어를 사용하던 상고한국어 화자들이 이를 대체하였다고 주장한다. 그리고 이러한 대체과정에서 한반도 남부에서 일본으로 일본어족 화자들이 이동하여 야요이 시대를 열었다고 추측한다. 이에 따르면 진국은 상고한국어 화자들과 상고일본어 화자들이 공존하던 나라이다.

## 같이 보기
- 삼한
- 고조선

## 주해
1. ↑  《사기(史記)》의 "眞番旁衆國"이라는 구절이 판본에 따라 "眞番傍辰國"으로 나오고, 《漢書(한서)》에는 "眞番 辰國", 《資治通鑑(자치통감)》에는 단지 "辰國"으로 나오는 등 사료에 따라 여러 가지 서술이 존재한다.
2. ↑  중원 동북방 변방에 위치한 국가로, 국토는 비교적 넓은 편이나 국력은 미미하였다. 혼란한 전국 시대에도 제나라외에 강대국들과 국경을 맞대고 있지를 않아 전국 시대 말까지 나름 평온하게 지낼 수 있었다. 소진이 제일 먼저 찾은 나라가 바로 연나라이다.
3. ↑  인구밀도가 높고 즉묵등 풍부한 곡창 지대까지 갖고 있는 부유한 거대 국가이다. 거기다 남쪽으로 태산, 동쪽으로 낭야산, 북쪽으로 [[발해등] 3면의 천혜의 장벽까지 갖추었다.
4. ↑  소진은 당시 진나라를 대적 할 유일한 강대국으로 조나라라고 조왕을 추켜 세웠다.
5. ↑  將其左右宮人走入海, 居韓地, 自號韓王.

좌우 궁인을 거느리고 바다를 건너, 한지(韓地)에 도달하여 한왕(韓王)을 자칭했다. -三國志/卷30/東夷#韓
6. ↑  "準乃移居金馬郡", 《제왕운기》
7. ↑  "箕準避衛滿之亂 浮海而南至金馬郡", 《응제시주》
8. ↑  "準後滅絶, 馬韓人復自立爲辰王" -〈韓〉,《後漢書(후한서)》
9. ↑  "傳子至孫右渠 … 眞番 辰國 欲上書見天子 又雍閼弗通" - 〈朝鮮〉, 《漢書(한서)》
10. ↑  "《魏略》曰：初，右渠未破時，朝鮮相曆谿卿(歷谿卿)以諫右渠不用，東之辰國，時民隨出居者二千餘戶，亦與朝鮮貢蕃不相往來。至王莽地皇時，廉斯鑡爲辰韓右渠帥，聞樂浪土地美，人民饒樂，亡欲來降。出其邑落，見田中驅雀男子一人，其語非韓人。" -  〈韓〉,《三國志(삼국지)》
11. ↑  "韓有三種 一曰馬韓 二曰辰韓 三曰弁辰 … 凡七十八國 … 皆古之辰國也" - 〈韓〉,《後漢書(후한서)》
12. ↑  "辰韓者古之辰國也" -  〈韓〉,《三國志(삼국지)》